# 長泉寺 (文京区)
長泉寺（ちょうせんじ）は、東京都文京区にある曹洞宗の寺院。

## 歴史
1560年（永禄3年）、牧中によって開山された。元々は武蔵国豊島郡金杉村（現・東京都文京区春日）に位置していたが、水戸藩江戸藩邸拡張のため、1635年（寛永12年）に現在地に移転した。そういう経緯もあって、移転時の伽藍は徳川光圀によって建てられたという。
現在の当寺の本尊である釈迦如来像は第20世住職本人によって製作されたものである。

## 墓所
- 渋井小室（佐倉藩儒者）

## 交通アクセス
- 春日駅A6出口より徒歩7分（経路案内）。